# Received Pronunciation
La received pronunciation (AFI: /ɹɪˈsiːvd pɹəˌnʌnsɪˈeɪʃn̩/, lett. "pronuncia ricevuta") è un tipo di pronuncia dell'inglese, comunemente nota come Queen's English (/ˈkwiːnzˈɪŋɡlɪʃ/, lett. "inglese della regina", essendo tradizionalmente la pronuncia della famiglia reale e della nobiltà britannica) o inglese della BBC. È l'accento dell'inglese britannico generalmente insegnato agli studenti non-madrelingua, ed è utilizzato nelle trascrizioni fonetiche dei principali dizionari. Questa pronuncia, citata spesso con la sigla RP, è però usata comunemente da appena il 3-5% della popolazione inglese, concentrata nel Sud-est dell'Inghilterra.
In realtà, è meglio puntualizzare come la RP si occupi esclusivamente della pronuncia, mentre i vari tipi di Standard English (i sopraccitati Queen's English e BBC English, ma anche il cosiddetto Oxford English), si occupino in modo più esteso dell'intera struttura grammaticale della lingua. Per quanto esposto, se verrà utilizzata la Received Pronunciation, verosimilmente si starà utilizzando uno degli Standard English, in quanto appare improbabile assimilare la "Received Pronunciation" a uno dei diversi tipi di inglese presenti in Gran Bretagna.

## Status della RP
L'English Pronouncing Dictionary di Daniel Jones (1926) definisce la Received Pronunciation come "l'accento della lingua inglese impiegato nell'uso quotidiano dalle famiglie del Sud dell'Inghilterra, in cui gli uomini hanno frequentato i prestigiosi college privati". In precedenza lo stesso autore aveva definito la RP come "Public School Pronunciation" (in Inghilterra, con il termine Public non ci si riferisce alle scuole pubbliche come si intendono in Italia o in altri paesi, ma a college spesso elitari).
Per anni, l'RP fu considerato come un segno di istruzione elevata. Negli anni cinquanta era piuttosto normale, per chi frequentava l'università e aveva un accento regionale troppo marcato, cercare di avvicinare il proprio accento a quello dell'RP. La conseguenza, in un'epoca in cui solo il 5 per cento della popolazione poteva permettersi l'università, fu una connotazione elitaria associata all'impiego dell'RP: chi utilizzava la Received Pronunciation tendeva a essere considerato più colto di chi aveva mantenuto la propria pronuncia regionale. Ciò non era del tutto falso, visto che i centri di istruzione superiori più prestigiosi (Oxford e Cambridge) si trovano nel Sud-est dell'Inghilterra, e chi frequentava quelle università assumeva naturalmente l'accento dei propri colleghi. C'erano però delle eccezioni: l'accento di Edimburgo, per esempio, mantenne un certo prestigio.
A partire dagli anni settanta, l'atteggiamento nei confronti dell'RP è andato progressivamente cambiando. Una delle ragioni principali è stata l'influenza del primo ministro Labour Harold Wilson negli anni sessanta. Wilson aveva un forte accento dello Yorkshire, insolito per un primo ministro; secondo alcuni, Wilson calcava volutamente le caratteristiche regionali del suo accento per mostrarsi più vicino ai lavoratori, coerentemente con l'orientamento del suo partito. Sulla scia dell'esempio di Wilson e di altri uomini pubblici degli anni sessanta, gli accenti regionali inglesi, scozzesi, gallesi e irlandesi iniziarono a essere considerati equivalenti all'RP; alla fine del ventesimo secolo, soltanto il 3% della popolazione usava ancora la Received Pronunciation. I giornalisti della BBC non sono più obbligati a utilizzarla.
Le stesse caratteristiche dell'RP sono cambiate negli ultimi cinquant'anni. Le registrazioni e i film della prima metà del ventesimo secolo mostrano che la pronuncia standard del suono /æ/ (come in land) era vicina a [ɛ], cioè land era simile a lend come è pronunciato attualmente. L'RP viene talvolta chiamato Queen's English (inglese della regina), ma dalle registrazioni si scopre che perfino la regina Elisabetta II ha modificato la propria pronuncia durante la sua vita; negli ultimi anni, infatti, non utilizzava più il suono [ɛ] in parole come land.
L'espansione dell'Estuary-English, partita dall'agglomerato di Londra fino all'intera area sudorientale del Paese, ha portato molti a ritenere che questo accento finirà per sostituire l'RP come modello di "inglese standard". Esistono tuttavia elementi che portano a una conclusione differente, per esempio il minor prestigio dell'Estuary English, caratterizzato dalla caduta di alcune consonanti e dall'uso del colpo di glottide.
L'equivalente statunitense dell'RP è il General American, anche se in questo accento la r è sempre pronunciata (contrariamente all'RP, che è non-rotico). Fino alla seconda guerra mondiale, alcuni attori e presentatori radiofonici e televisivi utilizzavano il cosiddetto accento medioatlantico, ormai del tutto rimpiazzato dal General American.

### Fonologia
Segue una tabella dei fonemi consonantici.
|                        | Bilabiali | Labio- dentali | Labio- velari | Dentali | Alveolari | Post- alveolari | Palatali | Velari | Glottali |
| ---------------------- | --------- | -------------- | ------------- | ------- | --------- | --------------- | -------- | ------ | -------- |
| Occlusive              | p b       |                |               |         |           | t d             |          | k g    |          |
| Affricate              |           |                |               |         |           | tʃ dʒ           |          |        |          |
| Nasali                 | m         |                |               |         | n         |                 |          | ŋ      |          |
| Fricative              |           | f v            |               | θ ð     | s z       | ʃ ʒ             |          |        | h        |
| Approssimanti          |           |                | (ʍ) w         |         | ɹ         |                 | j        |        |          |
| Laterali approssimanti |           |                |               |         | l         |                 |          |        |          |

Il fonema /ʍ/ compare solo nella pronuncia dei parlanti che lo hanno acquisito in seguito a un corso di dizione. Le consonanti nasali e liquide /m/, /n/, /ŋ/, /r/, /l/ possono diventare sillabiche in una sillaba atona. Inoltre, nonostante sarebbe più corretto, per la maggior parte dei dialetti britannici e americani, il simbolo [ɹ] per le consonanti di "row" e "arrow", in letteratura viene quasi sempre scritto /r/.
Le occlusive sorde (/p/, /t/, /k/, /tʃ/) hanno un'aspirazione a inizio di sillaba, a meno che non siano seguite da una vocale atona (avviene ad esempio con la /p/ in "impasse", dove l'accento è su "-passe", ma non in "compass", dove "-pass" è atono). Non si aspira quando una /s/ si trova prima, nella stessa sillaba, come in "spot" o "stop". Quando una sonora /l/, /r/, /w/, o /j/ segue, questa aspirazione è indicata da una desonorizzazione di queste. /r/, in tal caso è una fricativa postalveolare non-sibilante sorda.
/p/, /t/, /tʃ/, e /k/ in fine di sillaba possono essere precedute da un colpo di glottide (il cosiddetto rinforzo glottidale); /t/ può lasciargli completamente il posto, soprattutto davanti a consonante nasale sillabica, come nel caso di bitten [ˈbɪʔn̩]. Questo può essere realizzato anche con una laringalizzazione, per cui attempt [əˈtʰɛmʔt] può esser pronunciato [əˈtʰɛmm̰t].
Come in altre varietà, le occlusive sonore /b/, /d/, /ɡ/ e /dʒ/ vengono parzialmente o persino completamente desonorizzate in confini di frase o accanto a consonanti sorde. Tuttavia la distinzione tra consonanti sorde e sonore implica ulteriori differenze oltre al semplice suono, per cui le due serie anche in tal caso restano distinguibili:
1. In inizio di sillaba, dall'aspirazione della serie sorda.
2. In coda di sillaba, dal rinforzo glottidale.
3. Allungamento delle vocali precedenti consonanti sonore.

Ne risulta che alcuni autori preferiscono far uso dei termini fortis e lenis (forte e debole) piuttosto che sorde e sonore, nonostante la tradizione e l'uso corrente maggiore utilizzi queste ultime.
La fricativa dentale sonora (/ð/) è spesso una debole occlusiva dentale; il nesso /nð/ è pronunciato spesso [n̪n̪] (come una lunga nasale dentale). /l/ ha un allofono velarizzato, [ɫ], in coda di sillaba (o nel nucleo). /h/ si sonorizza in ([ɦ]) tra due foni sonori.
I fonemi vocalici dell'RP sono presentati nelle tabelle seguenti:
| Monottonghi brevi | Anteriori | Mediani | Posteriori |
| ----------------- | --------- | ------- | ---------- |
| Chiusi            | ɪ         |         | ʊ          |
| Semichiusi        |           | ə       |            |
| Semiaperti        | ɛ         |         |            |
| Quasi aperti      |           | ʌ       |            |
| Aperti            | æ         |         | ɒ          |

Esempi: /ɪ/ in kit e mirror, /ʊ/ in foot e put, /ɛ/ in dress e merry, /ʌ/ in strut e curry, /æ/ in trap e marry, /ɒ/ in lot e orange, /ə/ nell'ultima sillaba di sofa.
| Monottonghi lunghi | Anteriori | Mediani | Posteriori |
| ------------------ | --------- | ------- | ---------- |
| Chiusi             |           |         |            |
| Semiaperti         |           | ɜː      | ɔː         |
| Aperti             |           |         | ɑː         |

Esempi: /ɜː/ in nurse e bird, /ɔː/ in north e thought, /ɑː/ in father e start.
| Dittonghi                             | Secondo elemento chiuso anteriore | Secondo elemento chiuso posteriore | Secondo elemento centrale |
| ------------------------------------- | --------------------------------- | ---------------------------------- | ------------------------- |
| Primo elemento chiuso anteriore       | ɪi                                |                                    | ɪə                        |
| Primo elemento semiaperto anteriore   | eɪ                                |                                    | ɛə                        |
| Primo elemento mediano centrale       |                                   | əʊ                                 |                           |
| Primo elemento aperto                 | aɪ                                | aʊ                                 |                           |
| Primo elemento posteriore arrotondato | ɔɪ                                | ʊu                                 | ʊə                        |

Esempi: /ɪə/ in near e theatre, /eɪ/ in face, /ɛə/ in square n Mary, /əʊ/ in goat, /aɪ/ in price, /aʊ/ in mouth, /ɔɪ/ in choice, /ɪi/ in fleece, /ʊu/ in goose,   /ʊə/ in cure.
Esistono alcune varianti di trascrizione, in particolare:
- /æ/ in trap è talvolta trascritto con /a/.
- /ɛ/ in dress è talvolta trascritto con /e/.
- /ɜː/ in nurse è talvolta trascritto con /əː/.
- /aɪ/ in price è talvolta trascritto con /ʌɪ/.
- /ɛə/ in square è talvolta trascritto con /eə/, oppure è considerato un monottongo lungo /ɛː/.

Le vocali lunghe sono talvolta leggermente dittongate, soprattutto le chiuse /iː/ e /uː/, spesso trascritte come [ɪi] e [ʊu].
Vocali lunghe e corte sono relative. A causa di vari processi incidenti sulla quantità vocalica, le vocali brevi in certi contesti possono aver durata maggiore delle lunghe in altri contesti. Per esempio la lunga /iː/ di 'reach' /riːtʃ/ (con finale sorda) può essere più breve della vocale breve /ɪ/ di 'ridge' /rɪdʒ/ (con finale sonora). Wiik, citato da Gimson, avrebbe misurato dei valori medi di 17,2 centisecondi per il secondo caso e 16,5 centisecondi per il primo.
/æ/ si allunga quando seguita da consonante sonora. Dunque bat è [bæʔt] e bad [bæːd]. Talvolta le occlusive /t/ e /d/ possono essere senza rilascio udibile in fine di frase, e le consonanti sonore desonorizzarsi (dando [b̥æːd̥]); quindi le parole si distinguono soprattutto per la quantità vocalica e per la presenza del rinforzo glottidale.
Assieme a queste distinzioni di lunghezza, le vocali atone sono spesso più centralizzate e brevi di quelle toniche. In sillabe atone prima di vocali e in posizione finale, il contrasto tra vocali chiuse lunghe e brevi si neutralizza producendo [i] e [u] (es. happy [ˈhæpi], throughout [θɹuˈaʊʔt]). Questa neutralizzazione è comune tra le varietà della lingua, tuttavia la realizzazione con [i] piuttosto che con [ɪ] (happy-tensing) non è universale.
Le vocali atone posson variare:
- /i/ è nell'intervallo /i - e~ë/;
- /u/ è nell'intervallo /u~u̟ - ɵ~ɵ̠/;
- /ə/ è nell'intervallo /ɘ - ɜ/.

I dittonghi centrali vanno scomparendo. /ɔə/ (di "door", "boar") si è praticamente completamente fuso con /ɔː/ ai tempi della seconda guerra mondiale, e /ʊə/ (di "poor", "tour") in tempi più recenti è passato anch'esso a /ɔː/ tra quasi tutti i parlanti, ma viene ancora pronunciato dai parlanti più conservatori (e così si trascrive nell'OED); si tratta del poor–pour merger. Gli ultimi due, /ɪə/ ed /eə/, diventano sempre più spesso monottonghi lunghi, [ɪː] e [ɛː], praticamente nuovi fonemi vocalici.
Il dittongo /əʊ/ viene pronunciato da alcuni parlanti diversamente quando si trova davanti a una /l/ velarizzata (non seguita da vocale). In tal caso il primo elemento viene posteriorizzato, arrotondato e talvolta con una qualità più aperta, praticamente [ɔʊ - ɒʊ]. È stato affermato che la posteriorità del primo elemento del dittongo risulti da una variazione allofonica causata dall'innalzamento della lingua per la pronuncia della consonante. Nei parlanti applicanti la vocalizzazione della L (fenomeno per cui la /l/ velarizzata passa a una vocale) questa si realizzerà come una vocale arrotondata posteriore, anche questa scatenante una posteriorizzazione della vocale precedente per fenomeni di coarticolazione. Il fenomeno è stato discusso in vari blog da John Wells. È possibile, sempre secondo Wells, che un parlante che utilizzi tale allofono possa pronunciare diversamente 'holy' e 'wholly', il primo col normale dittongo /əʊ/ e il secondo con la forma dalla vocale posteriore, creando dunque una divisione fonemica (detta wholly-holy split). Attualmente, però, questo non viene indicato nelle trascrizioni.
L'RP contiene anche trittonghi come /aɪə/ in tire, /aʊə/ in tower, /əʊə/ in lower, /eɪə/ in layer e /ɔɪə/ in loyal. Vi sono diverse realizzazioni: nel parlato più sorvegliato possono essere trittonghi monosillabici o bisillabici con tre vocali differenti. In quello più informale la vocale mediana può ridursi (un processo detto "smoothing"), o addirittura può esser monottongata l'intera sequenza, anche se ciò è raro, e praticamente assente nel caso di /ɔɪə/. In tal caso /aʊə/, /aɪə/, e /ɑː/ in tower, tire, e tar possono essere neutralizzati in [ɑː] o [äː], ottenendo il tower–tire merger.

### Caratteristiche
- L'RP è un accento non rotico, cioè /r/ non si pronuncia se non quando è seguita da vocale (ma è muta anche in alcuni casi in cui è seguita da vocale, come in iron, /aɪən/). Coppie di parole come father/farther, pawn/porn, caught/court, formally/formerly sono omofone.
- Contrariamente all'inglese britannico settentrionale e a diverse varianti dell'inglese americano, nell'RP parole come bath e chance si pronunciano con /ɑː/ e non con /æ/.
- Il fonema /t/ in parole come butter non è soggetto a flapping (come in quasi tutte le forme di inglese americano) né viene realizzato con un colpo di glottide (come in alcuni accenti britannici, per esempio il Cockney).
- Diversamente da molte altre varianti dell'inglese britannico, non si verifica la caduta dell'aspirata in parole come head.